# Henri Moscovici
Henri Moscovici (* 5. Mai 1944 in Tecuci, Rumänien) ist ein rumänisch-US-amerikanischer Mathematiker.
Moscovici erwarb seinen Diplomabschluss 1966 und promovierte 1971 an der Universität Bukarest bei Gheorghe Vrânceanu. 1966 bis 1971 war er Assistent am Polytechnischen Institut in Bukarest, 1971 bis 1975 am Mathematischen Institut und 1975 bis 1977 am Institut für Atomphysik und ab 1977 am INCREST in Bukarest. 1978 bis 1980 war er am Institute for Advanced Study. Er hat den Alice Wood Lehrstuhl in Mathematik an der Ohio State University, an der er seit 1980 ist.
Moscovici forschte über Darstellungstheorie, globale Analysis und nicht-kommutative Geometrie (NCG), wo er seit Anfang der 1980er Jahre unter anderem mit Alain Connes zusammenarbeitete. Mit Connes bewies er einen lokalen Indexsatz in der NCG.
1990 war er Invited Speaker auf dem Internationalen Mathematikerkongress in Kyōto (Cyclic cohomology and invariants of multiply connected manifolds).
2001 erhielt er den University Distinguished Scholar Award der Ohio State. 1995 war er Guggenheim Fellow. 1999 bis 2000 war er als Scholar des Clay Mathematics Institute an der Harvard University. Er ist Fellow der American Mathematical Society.